# Philira
Genre
Philira est un genre d'araignées aranéomorphes de la famille des Salticidae.

## Distribution
Les espèces de ce genre se rencontrent en Amérique du Sud.

## Liste des espèces
Selon World Spider Catalog (version 24, 14/03/2023) :
- Philira micans (Simon, 1902)
- Philira superba (Caporiacco, 1947)
- Philira toroi Rubio, Baigorria & Stolar, 2023

## Systématique et taxinomie
Ce genre a été décrit par Edwards en 2015 dans les Salticidae.

## Publication originale
- Edwards, 2015 : « Freyinae, a major new subfamily of Neotropical jumping spiders (Araneae: Salticidae). » Zootaxa, no 4036(1), p. 1-87.